# Miroslav Dešković
Miroslav Dešković (Spalato, 28 gennaio 1907 – Gata, 3 ottobre 1943) è stato un calciatore jugoslavo, di ruolo difensore.

## Biografia
Nato nel capoluogo dalmato morì a Gata durante la Seconda guerra mondiale.

## Carriera

### Club
La carriera calcistica la iniziò nel "Borac" di Spalato per poi trasferirsi nell'Hajduk Spalato. Con i Majstori s mora esordì il 24 gennaio 1926 nella partita di sottofederazione di Spalato proprio contro l'ex squadra valida come qualificazione per il campionato jugoslavo 1926.
Con i Bili disputò 363 partite totali andando anche a rete 3 volte, vinse i primi due campionati della storia del club.

### Nazionale
Giocò una sola partita con la Jugoslavia, l'amichevole del 25 ottobre 1931 a Poznań contro la Polonia.

## Statistiche

### Cronologia presenze e reti in nazionale
| Cronologia completa delle presenze e delle reti in nazionale ― Jugoslavia | Cronologia completa delle presenze e delle reti in nazionale ― Jugoslavia | Cronologia completa delle presenze e delle reti in nazionale ― Jugoslavia | Cronologia completa delle presenze e delle reti in nazionale ― Jugoslavia | Cronologia completa delle presenze e delle reti in nazionale ― Jugoslavia | Cronologia completa delle presenze e delle reti in nazionale ― Jugoslavia | Cronologia completa delle presenze e delle reti in nazionale ― Jugoslavia | Cronologia completa delle presenze e delle reti in nazionale ― Jugoslavia |
| Data                                                                      | Città                                                                     | In casa                                                                   | Risultato                                                                 | Ospiti                                                                    | Competizione                                                              | Reti                                                                      | Note                                                                      |
| ------------------------------------------------------------------------- | ------------------------------------------------------------------------- | ------------------------------------------------------------------------- | ------------------------------------------------------------------------- | ------------------------------------------------------------------------- | ------------------------------------------------------------------------- | ------------------------------------------------------------------------- | ------------------------------------------------------------------------- |
| 25-10-1931                                                                | Poznań                                                                    | Polonia                                                                   | 6 – 3                                                                     | Jugoslavia                                                                | Amichevole                                                                | -                                                                         |                                                                           |
| Totale                                                                    |                                                                           | Presenze                                                                  | 1                                                                         |                                                                           | Reti                                                                      | 0                                                                         |                                                                           |

## Palmarès

### Club

#### Competizioni nazionali
- Campionato jugoslavo: 2

Hajduk Spalato: 1927, 1929